# Pinya blava

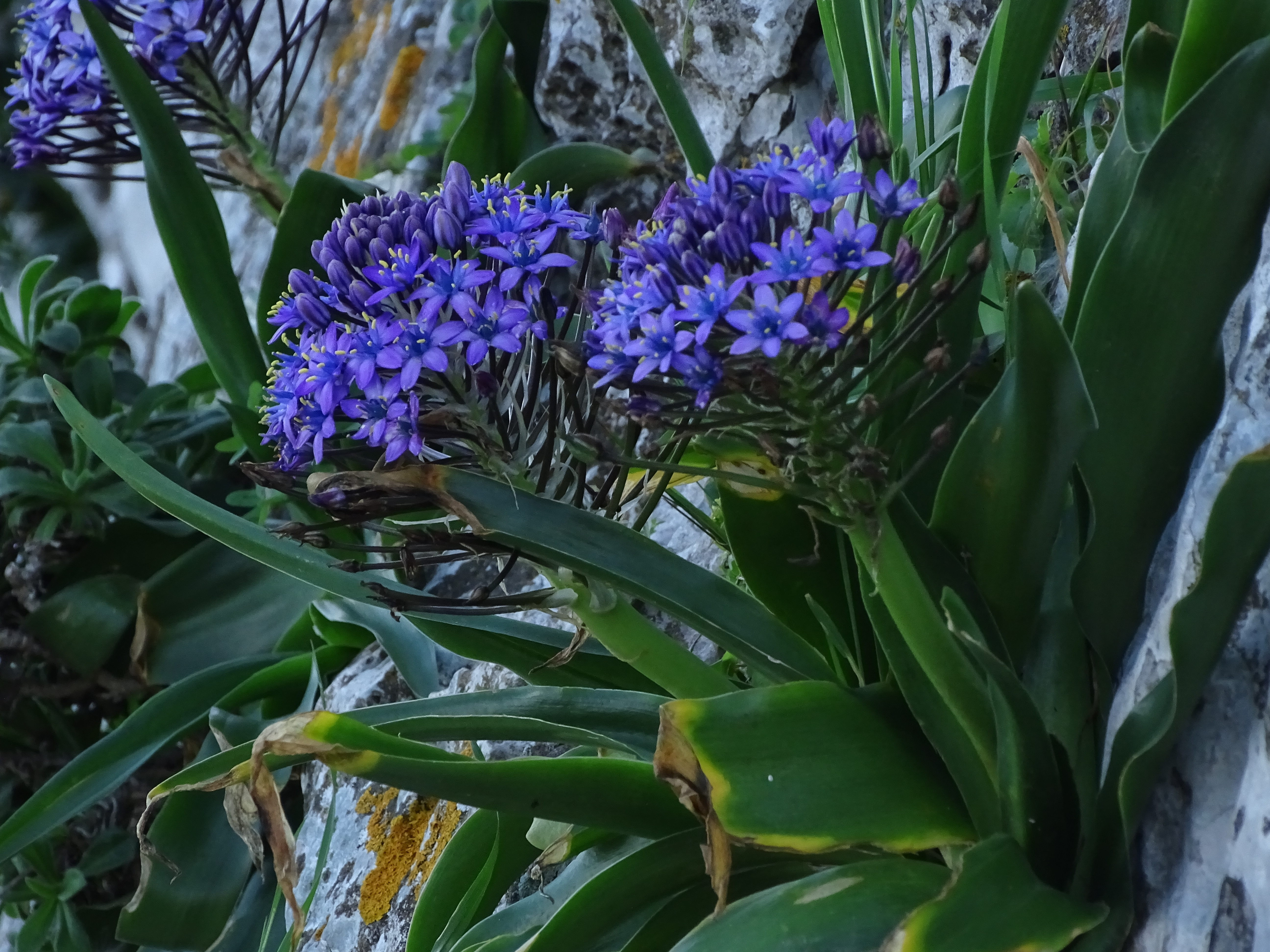
Imatge de la planta florida.

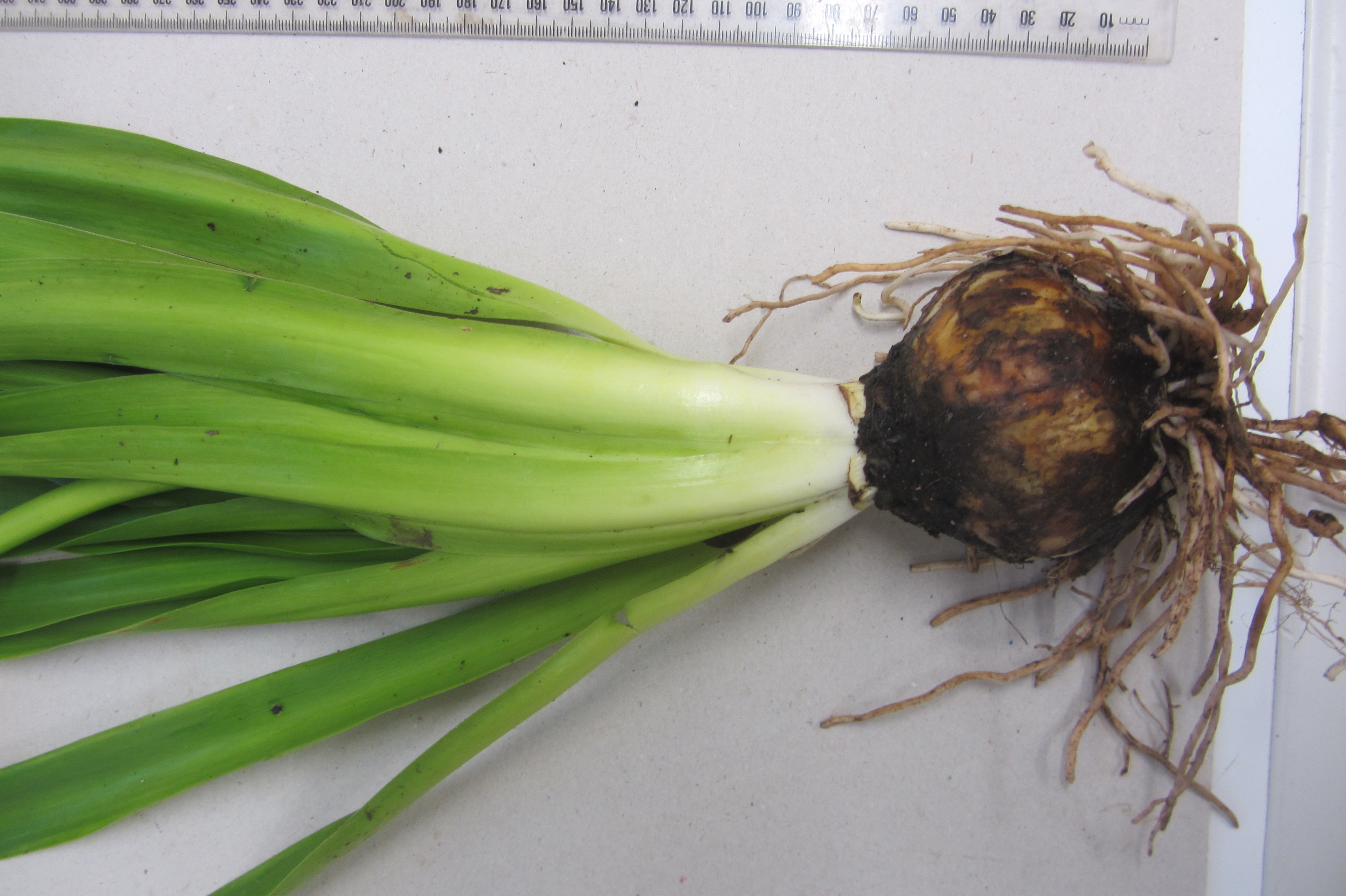
Detall del bilb.

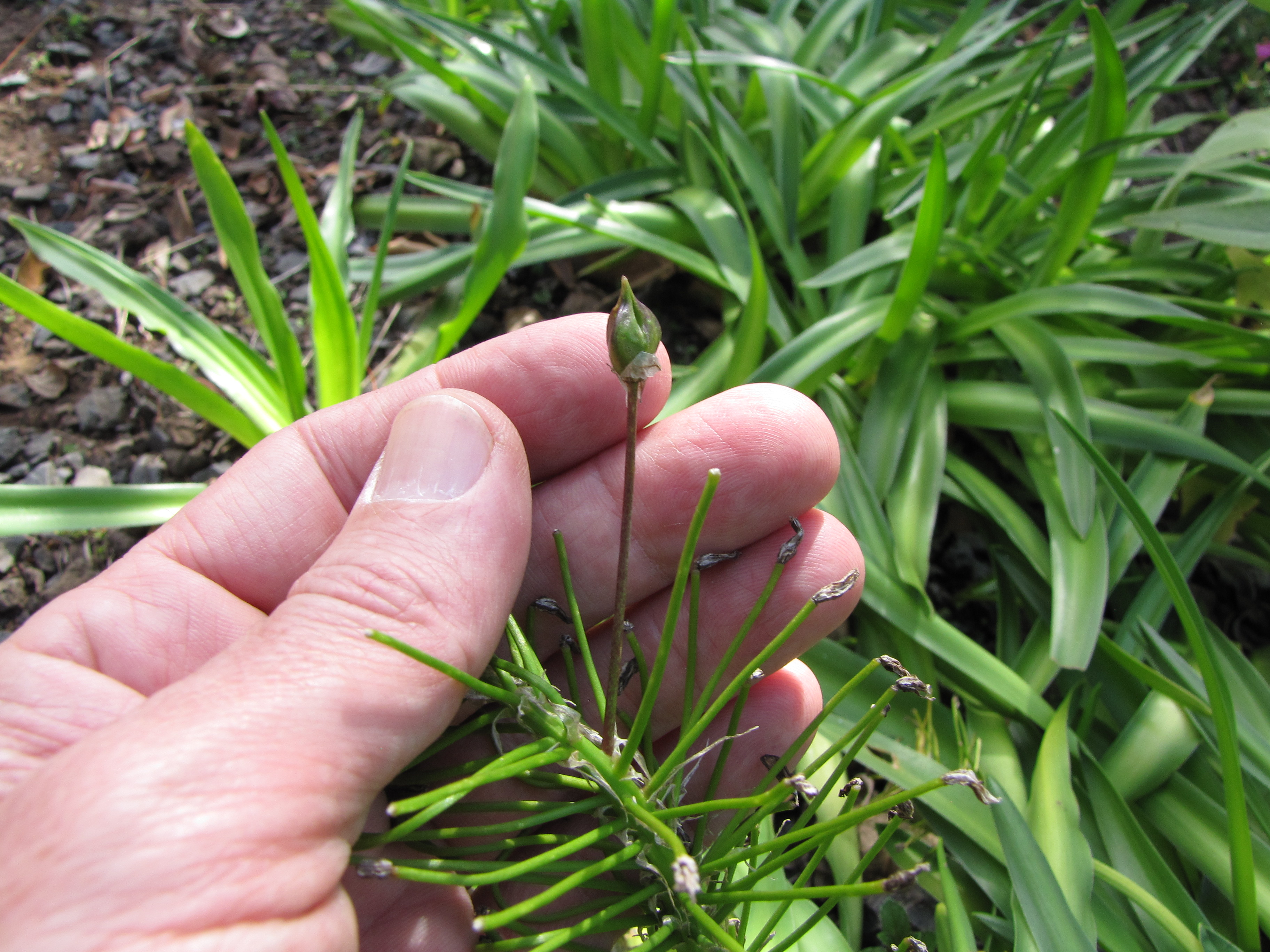
El fruit, una càpsula, encara verd.

La pinya blava (Scilla peruviana) és una espècie de planta amb flors del gènere Hyacinthoides dins la família de les asparagàcies (Asparagaceae). És una planta nativa del nord d'Àfrica mediterrani, d'algunes illes de la Mediterrània i de les penínsules Ibèrica i Itàlica.

## Descripció
És una planta herbàcia perenne amb un bulb de 6-8 cm de color blanc amb marques marronoses. Les fulles són lanceolades de fins a 60 cm de llarg i 4 cm d'ample i amb 5-15 fulles per planta. El tija floral, l'escap, és de 15-40 cm d'altura amb una inflorescència en raïm piramidal dens amb 40-100 flors; les flors són de color blau amb sis tèpals.

## Taxonomia
Aquesta espècie va ser publicada per primer cop l'any 1753 al primer volum de l'obra Species Plantarum de Carl von Linné (1707-1778).

#### Etimologia
L'epítet específic, peruviana, fa referència al Perú degut a un error. Carl von Linné va anomenar l'espècie a partir del nom que li havia donat el botànic flamenc Carolus Clusius (1526–1609), Hyacinthus stellatus peruanus en pensar que provenia d'Amèrica del Sud.

### Sinònims
Els següents noms científics són sinònims de Scilla peruviana:
- Sinònims homotípics

- Basaltogeton peruvianus (L.) Salisb.
- Hyacinthus peruvianus (L.) E.Vilm.
- Melomphis peruviana (L.) Raf.
- Oncostema peruviana (L.) Speta
- Scilla hemisphaerica Boiss.
- Scilla stellaris Salisb.

- Sinònims heterotípics

- Caloscilla clusii Jord. & Fourr.
- Caloscilla elegans Jord. & Fourr.
- Caloscilla flaveola Jord. & Fourr.
- Caloscilla grandiflora Jord. & Fourr.
- Caloscilla hughii Jord. & Fourr.
- Caloscilla livida Jord. & Fourr.
- Caloscilla pallidiflora Jord. & Fourr.
- Caloscilla subalbida Jord. & Fourr.
- Caloscilla subcarnea Jord. & Fourr.
- Caloscilla venusta Jord. & Fourr.
- Loncomelos purpureum Raf.
- Melomphis sicula Raf.
- Oncostema cerulea (Raf.) Speta
- Oncostema cupanii (Guss.) Speta
- Oncostema elongata (Parl.) Speta
- Oncostema sicula (Tineo ex Guss.) Speta
- Oncostema ughii (Tineo ex Guss.) Speta
- Ornithogalum ceruleum Raf.
- Ornithogalum coeruleum Parl.
- Ornithogalum speciosum Raf.
- Scilla candida Guss.
- Scilla cerulea (Raf.) Soldano
- Scilla ciliaris T.Moore & Mast.
- Scilla clusiana Endl.
- Scilla clusii Parl.
- Scilla clusii var. candida (Guss.) Nyman
- Scilla clusii var. comata (Hoffmanns.) Nyman
- Scilla comata Hoffmanns.
- Scilla cupaniana Schult. & Schult.f.
- Scilla cupanii Guss.
- Scilla elongata Parl.
- Scilla filangeri Tineo ex Lojac.
- Scilla fistulosa Raf.
- Scilla hemisphaerica var. glabra Boiss.
- Scilla peruviana var. diluta Maire
- Scilla peruviana var. elegans (Jord. & Fourr.) Maire & Weiller
- Scilla peruviana subsp. elongata (Parl.) Maire
- Scilla peruviana var. flaveola (Jord. & Fourr.) Maire & Weiller
- Scilla peruviana var. gattefossei Maire
- Scilla peruviana subsp. glabra (Boiss.) K.Richt.
- Scilla peruviana var. grandiflora (Jord. & Fourr.) Maire & Weiller
- Scilla peruviana var. ifniensis Font Quer
- Scilla peruviana var. killianii Maire
- Scilla peruviana var. livida (Jord. & Fourr.) Maire
- Scilla peruviana var. pallidiflora (Jord. & Fourr.) Maire & Weiller
- Scilla peruviana var. sicula (Tineo ex Guss.) Fiori
- Scilla peruviana var. stenopetala Maire
- Scilla peruviana var. subalbida (Jord. & Fourr.) Maire & Weiller
- Scilla peruviana var. subcarnea (Jord. & Fourr.) Maire & Weiller
- Scilla peruviana var. sublivida Maire & Weiller
- Scilla peruviana subsp. ughii (Tineo ex Guss.) K.Richt.
- Scilla peruviana var. venusta (Jord. & Fourr.) Maire & Weiller
- Scilla peruviana var. zaborskiana Emb.
- Scilla praebracteata Haw. ex G.Don
- Scilla pseudoperuviana Tineo ex Lojac.
- Scilla pubens Welw. ex Lindl.
- Scilla sicula Tineo ex Guss.
- Scilla speciosa Samp.
- Scilla ughii Tineo ex Guss.
- Scilla vivianii Bertol.